# Jacob Lofland
Jacob Seth Lofland (* 30. Juli 1996 in Briggsville, Arkansas) ist ein US-amerikanischer Schauspieler.

## Karriere
Lofland wuchs in ländlicher Umgebung am Fourche River auf und wurde von seiner Mutter zu Hause unterrichtet. Nachdem diese ihn zu einem Casting anmeldete, erhielt er 2012 seine erste Rolle im Film Mud von Jeff Nichols, an der Seite von Matthew McConaughey und Tye Sheridan. 2014 spielte er in Little Accidents von Sara Colangelo sowie in zehn Episoden der Fernsehserie Justified mit, 2015 in fünf Episoden der Historienserie Texas Rising. Im zweiten Teil der Maze-Runner-Reihe, Maze Runner – Die Auserwählten in der Brandwüste, trat Lofland 2015 als Aris in Erscheinung, eine Rolle, die er 2018 auch im dritten Teil wieder übernahm. 2016 folgte eine Rolle in Free State of Jones von Gary Ross, außerdem erhielt er eine Hauptrolle in der Fernsehserie The Son.

## Filmografie
- 2012: Mud
- 2014: Little Accidents
- 2014: Justified (Fernsehserie, 10 Episoden)
- 2015: Texas Rising (Fernsehserie, 5 Episoden)
- 2015: Maze Runner – Die Auserwählten in der Brandwüste (Maze Runner: The Scorch Trials)
- 2016: Free State of Jones
- 2017: Go North
- 2017–2019: The Son (Fernsehserie, 20 Episoden)
- 2018: Maze Runner – Die Auserwählten in der Todeszone (Maze Runner: The Death Cure)
- 2021: 12 Mighty Orphans
- 2021: A House on the Bayou
- 2024: Joker: Folie à Deux
- 2024: Landman (Fernsehserie, 10 Episoden)

## Belege
1. ↑  Jeremy Glover: Jacob Lofland Is on His Way. Arkansas Times, 14. November 2013, abgerufen am 30. Juli 2016 (englisch).
2. ↑  Rebecca Ford: Jacob Lofland will appear with Dylan O’Brien in ‘Scorch Trials’. The Hollywood Reporter, 1. Oktober 2014, abgerufen am 30. Juli 2016 (englisch).

| Personendaten    | Personendaten                             |
| ---------------- | ----------------------------------------- |
| NAME             | Lofland, Jacob                            |
| ALTERNATIVNAMEN  | Lofland, Jacob Seth (vollständiger Name)  |
| KURZBESCHREIBUNG | US-amerikanischer Schauspieler            |
| GEBURTSDATUM     | 30. Juli 1996                             |
| GEBURTSORT       | Briggsville, Arkansas, Vereinigte Staaten |